# Fritz Schulze (Politiker)
Fritz Schulze (* 14. Januar 1928 in Lübeck; † 20. März 2017 in Bremen) war ein deutscher evangelischer Theologe sowie Politiker (SPD) und Mitglied des Niedersächsischen Landtages.

## Leben
Nach der Volksschule besuchte Fritz Schulze die Lübecker Oberschule zum Dom und absolvierte dort im Frühjahr 1947 das Abitur. Im Anschluss studierte er evangelische Theologie in Mainz, Zürich und in Kiel und absolvierte sein erstes theologisches Examen 1952 in Kiel. Bis 1958 arbeitete er als Vikar und besuchte das Preetzer Predigerseminar. Sein zweites theologisches Examen bestand er im Frühjahr 1954 ebenfalls in Kiel. Danach wirkte er bis 1957 als Pastor einer schleswig-holsteinischen Gemeinde. Von 1957 bis 1961 arbeitete er in Göttingen an einem theologischen Konvikt als Studieninspektor und wirkte danach als Pastor in Bücken bis zum Jahr 1967.
In die SPD trat er im August 1962 ein. Er wurde 1964 Ratsherr in der Gemeinde Bücken.
Vom 6. Juni 1967 bis 20. Juni 1970 war er Mitglied des Niedersächsischen Landtages (6. Wahlperiode).
Er war verheiratet und hatte vier Kinder.